# イベリアSC
イベリア・スポルト・クルブ（Iberia Sport Club）は、スペイン・アラゴン州サラゴサに本拠地を置いていたサッカークラブ。1932年に解散した。

## 歴史
1917年、サラゴサにあった格式高いイエズス会の元学生らによって設立された。設立時のユニフォームは黒と白のストライプであり、選手はLos Avispas (熊ん蜂)と親しみを込めて呼ばれた。
設立と同時に出場したアラゴン州リーグではいきなり優勝を果たし、その後の14年間で11回もの優勝を記録することになり、アラゴン州を代表するクラブへと成長した。11度のリーグ制覇は同大会の最多優勝記録である。1923年10月7日には、サラゴサ市内のトレーロ地区を流れるアラゴン帝国運河沿いにエスタディオ・デ・トレーロが建設された。
1929年、スペインに全国リーグ発足の流れが起こり、イベリアSCはセグンダ・ディビシオンに出場することになった。記念すべき第1回目のシーズンとなった1929シーズンは、セビージャFCとの勝ち点差1のリーグ準優勝に終わり、セビージャとの昇格プレーオフにも敗れてプリメーラ・ディビシオン昇格を逃した。1930-31シーズン、テルセーラ・ディビシオンへと降格したことで財政状況が悪化。ライバルクラブであったサラゴサCDも同じく財政状況が芳しくなく、1932年に協議の末、両クラブが合併してレアル・サラゴサが設立された。

## 過去の成績
| シーズン | 部 | ディヴィジョン | 順位 | コパ・デル・レイ |
| -------- | -- | -------------- | ---- | ---------------- |
| 1929     | 2  | セグンダ       | 2位  |                  |
| 1929-30  | 2  | セグンダ       | 3位  |                  |
| 1930-31  | 2  | セグンダ       | 10位 |                  |
| 1931-32  | 3  | テルセーラ     | 5位  |                  |

- 3シーズン - セグンダ・ディビシオン
- 1シーズン - テルセーラ・ディビシオン

## 歴代監督
- カーロリ・プラットコー 1927-1929